# Pegylis werneri
Pegylis werneri är en skalbaggsart som beskrevs av Marc Lacroix 2008. Pegylis werneri ingår i släktet Pegylis och familjen Melolonthidae. Inga underarter finns listade i Catalogue of Life.